# Massimo Di Giorgio
Massimo Di Giorgio (ur. 22 marca 1958 w Udine) – włoski lekkoatleta, specjalista skoku wzwyż, mistrz igrzysk śródziemnomorskich i medalista halowych mistrzostw Europy.

## Kariera sportowa
Zajął 4. miejsce w skoku wzwyż na mistrzostwach Europy juniorów w 1975 w Atenach. Na halowych mistrzostwach Europy w 1978 w Mediolanie zajął 15. miejsce, a na mistrzostwach Europy w 1978 w Pradze nie zakwalifikował się do finału. Zajął 9. miejsce na halowych mistrzostwach Europy w 1979 w Wiedniu.
Zwyciężył na igrzyskach śródziemnomorskich w 1979 w Splicie. Na halowych mistrzostwach Europy w 1980 w Sindelfingen zajął 23. miejsce.
Zajął 3. miejsce w finale pucharu Europy w 1981 w Zagrzebiu, a w zawodach pucharu świata w 1981 w Rzymie zajął 6. miejsce. Zajął 8. miejsce na halowych mistrzostwach Europy w 1982 w Mediolanie oraz odpadł w kwalifikacjach na mistrzostwach Europy w 1982 w Atenach.
Zdobył brązowy medal (ex aequo z Mirosławem Włodarczykiem z Polski) na halowych mistrzostwach Europy w 1983 w Budapeszcie, przegrywając jedynie z reprezentantami Republiki Federalnej Niemiec Carlo Thränhardtem i Gerdem Nagelem.
Był mistrzem Włoch w skoku wzwyż w 1979, 1980 i 1982, a w hali w 1978, 1979, 1982 i 1983, a także halowym mistrzem Francji w 1983.
Pięciokrotnie poprawiał rekord Włoch w skoku wzwyż, doprowadzając go do wyniku 2,30 m, uzyskanego 13 czerwca 1981 w Udine.
Rekordy życiowe Di Giorgio:
- skok wzwyż – 2,30 m (13 czerwca 1981, Udine)
- skok wzwyż (hala) – 2,27 m (20 lutego 1983, Paryż)